# Châteauneuf-sur-Sarthe
Châteauneuf-sur-Sarthe korábbi község Franciaország Loire mente régiójában, Maine-et-Loire megyében. 2019. január 1-jén beolvadt Les Hauts-d’Anjou új községbe.
Lakosainak száma 3200 fő (2018. január 1.). Châteauneuf-sur-Sarthe Brissarthe, Cherré, Contigné, Étriché és Juvardeil községekkel határos.

## Népesség
A település népességének változása:
| Lakosok száma | 3136 | 3188 | 3280 | 3207 | 3200 |
|               | 2013 | 2015 | 2016 | 2017 | 2018 |